# Kaniminike, Bangalore South
Kaniminike là một làng thuộc tehsil Bangalore South, huyện Bangalore Urban, bang Karnataka, Ấn Độ.